# Squamopenna
Squamopenna is een geslacht van rechtvleugeligen uit de familie veldsprinkhanen (Acrididae). De wetenschappelijke naam van dit geslacht is voor het eerst geldig gepubliceerd in 1984 door Lian & Zheng.

## Soorten
Het geslacht Squamopenna  is monotypisch en omvat slechts de volgende soort:
- Squamopenna gansuensis (Lian & Zheng, 1984)